# Porotermes quadricollis
El trintraro (Porotermes quadricollis), también llamado chalilo, perra pelada, zorra pelada, pelado o termita de madera húmeda, es un insecto isóptero que habita en bosques y otras zonas húmedas del centro-sur de Chile y la comarca andina de Argentina. 
Construye colonias en troncos o construcciones de madera. La reina y los machos emprenden vuelos nupciales durante las noches más cálidas del verano (enero y febrero), para luego perder sus alas; episodio que en Chiloé se conoce como "noche de chalilos", por coincidir aproximadamente con la fecha en que se celebraba el Carnaval, llamado Chalilo en ese archipíélago.
A partir del fenómeno de la pérdida de las alas, por el cual se observan cayendo y caminando en grandes cantidades (incluso sobre las personas que duermen), se tiene la creencia tradicional de que estos insectos se introducen por los oídos de las personas en la época de apareamiento de estos.